# 新石川
新石川（しんいしかわ）は、神奈川県横浜市青葉区の地名。現行行政地名は新石川一丁目から新石川四丁目。住居表示未実施区域。

## 地理
青葉区最東端の町である。元は元石川町の一部であり、1979年（昭和54年）に同町から分離して新設された。地域の西部を東急田園都市線、東部を国道246号、東名高速道路、南部を横浜市営地下鉄ブルーラインが通る。国道246号の新石川交差点は渋滞の名所であったが、2006年（平成18年）春に立体交差が完成している。
新石川一丁目に市立山内小学校、新石川一丁目に近接して東急田園都市線・横浜市営地下鉄ブルーラインあざみ野駅、横浜銀行あざみ野支店、新石川二丁目に新石川公園、新石川日向公園、新石川三丁目に市立新石川小学校、國學院大學たまプラーザキャンパス、横浜新石川郵便局、新石川四丁目に高津公園、新石川二丁目及び三丁目に近接して東急田園都市線たまプラーザ駅、たまプラーザテラスがある。
東は都筑区あゆみが丘・川崎市宮前区鷺沼、西はあざみ野、南は荏田町、北は美しが丘と接している。

### 地価
住宅地の地価は、2025年（令和7年）1月1日の公示地価によれば、新石川二丁目11番107の地点で53万4000円/m²、新石川三丁目16番7の地点で60万7000円/m²、新石川四丁目13番29の地点で37万円/m²となっている。

## 歴史

### 沿革
- 1979年（昭和54年）2月18日 -  土地区画整理事業（元石川第三）[8]に伴い、緑区元石川町の一部より新石川一丁目から新石川四丁目を新設。緑区新石川一丁目～新石川四丁目となる[9]。
- 1992年（平成4年）9月6日 - 土地区画整理事業（赤田）[8]に伴い、新石川一丁目の一部をあざみ野南一丁目に、元石川町の一部を新石川一丁目に編入し、荏田町と新石川一丁目の境界を変更する[10]。
- 1994年（平成6年）11月6日 - 港北区と緑区を再編し、青葉区と都筑区を新設。青葉区新石川一丁目～新石川四丁目となる。同時に、港北区中川町・牛久保町の一部を新石川四丁目に編入[11]。

### 地名の由来
従来の由緒ある地名「石川」（元石川）を残したいという地元の要望より「新石川」とした。なお同じ横浜市内には「石川町」があるため、区別するために「元」「新」を冠している。

### 町名の変遷
| 実施後       | 実施年月日                                    | 実施前（各町名ともその一部）               |
| ------------ | --------------------------------------------- | ------------------------------------------ |
| 新石川一丁目 | 昭和54年2月18日                               | 元石川町                                   |
| 新石川二丁目 | 昭和54年2月18日                               | 元石川町                                   |
| 新石川三丁目 | 昭和54年2月18日                               | 元石川町                                   |
| 新石川四丁目 | 昭和54年2月18日・平成6年11月6日（20番地付近） | 元石川町（20番地付近のみ中川町・牛久保町） |

## 世帯数と人口
2025年（令和7年）6月30日現在（横浜市発表）の世帯数と人口は以下の通りである。
| 丁目         | 世帯数    | 人口     |
| ------------ | --------- | -------- |
| 新石川一丁目 | 2,094世帯 | 4,502人  |
| 新石川二丁目 | 1,860世帯 | 3,811人  |
| 新石川三丁目 | 1,568世帯 | 3,256人  |
| 新石川四丁目 | 2,008世帯 | 4,217人  |
| 計           | 7,530世帯 | 15,786人 |

### 人口の変遷
国勢調査による人口の推移。
| 年                 | 人口   |
| ------------------ | ------ |
| 1995年（平成7年）  | 11,062 |
| 2000年（平成12年） | 13,066 |
| 2005年（平成17年） | 14,340 |
| 2010年（平成22年） | 15,253 |
| 2015年（平成27年） | 15,805 |
| 2020年（令和2年）  | 15,983 |

### 世帯数の変遷
国勢調査による世帯数の推移。
| 年                 | 世帯数 |
| ------------------ | ------ |
| 1995年（平成7年）  | 4,550  |
| 2000年（平成12年） | 5,366  |
| 2005年（平成17年） | 5,942  |
| 2010年（平成22年） | 6,514  |
| 2015年（平成27年） | 6,983  |
| 2020年（令和2年）  | 7,327  |

## 学区
市立小・中学校に通う場合、学区は以下の通りとなる（2024年11月時点）。
| 丁目         | 番地                 | 小学校               | 中学校             |
| ------------ | -------------------- | -------------------- | ------------------ |
| 新石川一丁目 | 全域                 | 横浜市立山内小学校   | 横浜市立山内中学校 |
| 新石川二丁目 | 14〜16番地           | 横浜市立山内小学校   | 横浜市立山内中学校 |
| 新石川二丁目 | 1〜13番地 17〜32番地 | 横浜市立新石川小学校 | 横浜市立山内中学校 |
| 新石川三丁目 | 全域                 | 横浜市立新石川小学校 | 横浜市立山内中学校 |
| 新石川四丁目 | 全域                 | 横浜市立新石川小学校 | 横浜市立山内中学校 |

## 事業所
2021年（令和3年）現在の経済センサス調査による事業所数と従業員数は以下の通りである。
| 丁目         | 事業所数  | 従業員数 |
| ------------ | --------- | -------- |
| 新石川一丁目 | 137事業所 | 909人    |
| 新石川二丁目 | 146事業所 | 1,460人  |
| 新石川三丁目 | 96事業所  | 1,182人  |
| 新石川四丁目 | 32事業所  | 270人    |
| 計           | 411事業所 | 3,821人  |

### 事業者数の変遷
経済センサスによる事業所数の推移。
| 年                 | 事業者数 |
| ------------------ | -------- |
| 2016年（平成28年） | 346      |
| 2021年（令和3年）  | 411      |

### 従業員数の変遷
経済センサスによる従業員数の推移。
| 年                 | 従業員数 |
| ------------------ | -------- |
| 2016年（平成28年） | 3,647    |
| 2021年（令和3年）  | 3,821    |

## 施設
- 美しの森幼稚園
- 横浜市立山内小学校
- 横浜市立新石川小学校
- 國學院大學たまプラーザキャンパス
- 横浜新石川郵便局
- 横浜銀行あざみ野支店
- 驚神社
- tvkハウジングたまプラーザ

## その他

### 日本郵便
- 郵便番号 : 225-0003[3]（集配局：青葉郵便局[22]）

### 警察
町内の警察の管轄区域は以下の通りである。
| 丁目         | 番・番地等 | 警察署     | 交番・駐在所         |
| ------------ | ---------- | ---------- | -------------------- |
| 新石川一丁目 | 全域       | 青葉警察署 | あざみ野駅前交番     |
| 新石川二丁目 | 全域       | 青葉警察署 | たまプラーザ駅前交番 |
| 新石川三丁目 | 全域       | 青葉警察署 | たまプラーザ駅前交番 |
| 新石川四丁目 | 全域       | 青葉警察署 | たまプラーザ駅前交番 |